# 森本龍太郎
森本 龍太郎（もりもと りゅうたろう、1995年〈平成7年〉4月6日 - ）は、日本のYouTuber。元アイドル、元タレント、元俳優。男性アイドルグループ・Hey! Say! JUMPの元メンバー、ダンス&ボーカルグループ『ZERO』、『BLACK JACK』の元メインボーカル。血液型A型。石川県金沢市生まれ、神奈川県出身。身長174cm。

## 略歴
2004年に番組企画オーディションで合格。ジャニーズ事務所に所属し、ジャニーズJr.として活動を開始。2005年はジャニーズJr.内ユニット・J.J.Expressのメンバーとして、2006年には同じくジャニーズJr.内ユニット・Tap Kidsのメンバーとして活動する。
2007年9月24日に結成されたHey! Say! JUMP（およびHey! Say! 7）のメンバーとなり、11月14日にCDデビューを果たす。
2011年6月28日、同日発売の『週刊女性』が森本の喫煙写真を掲載。過去の喫煙を本人が認めたため、同年6月27日にジャニーズ事務所から無期限活動休止の処分を受ける。そして2011年11月、ジャニーズ事務所公式サイト「Johnny's net」のHey! Say! JUMP公式ページから森本のプロフィールが削除され、以後芸能活動を休止。
2014年11月1日に個人のTwitter、2015年2月8日に個人のブログを開設。海外に生活の拠点を移していると述べる。その後3月5日には個人のYoutubeのチャンネルも開設している。
ジャニーズ事務所の歴代タレントの中で唯一退所報道をされておらず、ハワイ留学中に「結果、俺は事務所にいるんですか？いないんですか？ はっきりしてほしい」とジャニーズ事務所に自ら連絡し、「君はもういないよ」と言われ、ZEROとして活動することを決める。
2016年4月21日、LINE公式アカウント取得およびLINEブログを開設し、約4年ぶりに芸能界へ復帰することを発表。そして4月24日、ディファ有明で行われた格闘技大会「パンクラス277」のLINE実況解説終了後に芸能界復帰会見を行い、高校卒業後に「武者修行」として2年間ハワイ留学していたことや、4月に高校の同級生を中心としたメンバーで5人組のダンスボーカルユニット（Ryu (Vo) 、Ryo（Rap&Vo）、KENT(Vo)、T_Y（Rap）、Ta2ya(Rap)）・ZEROを結成し、Ryu名義でメインボーカル兼プロデューサーを務めていることを改めて発表した。
2017年1月、ZEROのRyoと2人でユニット・BLACKJACKを結成。
2019年9月15日、新たな夢に挑戦したいという森本の強い意思により、2020年1月13日のライブをもってZEROを解散することを発表。そのライブをもって、森本はすべての芸能活動およびアーティスト活動から引退しYouTubeを中心に活動を続ける。
2021年4月、TeamLight'sのツネ∞とYouTubeユニットSideChestを結成。

## 人物
弟はSixTONESの森本慎太郎。2人共ジャニーズ事務所に所属していた時にはTap Kidsのメンバーとして一緒に活動したり、2009年9月26日のプロ野球千葉ロッテ対オリックス戦では、兄弟で先発出場メンバーの紹介を行った。

## 出演
グループでの出演はJ.J.Express#出演、Tap Kids、Hey! Say! JUMPおよびHey! Say! 7を参照。個人での出演のみ記載。

### バラエティ
- YOUたち!（2006年10月 - 12月、日本テレビ）
- 爆笑100分テレビ!平成ファミリーズ（2007年10月 - 2008年3月、日本テレビ）三男・平成龍太郎 役[24]
- 百識〜百で知るひとつの知識〜（2007年10月 - 2008年3月、フジテレビ）※準レギュラー
- 時空間☆世代バトル 昭和×平成 SHOWはHey! Say!（2008年4月6日 - 2009年3月29日、 日本テレビ）

### テレビドラマ
- 受験の神様（2007年、日本テレビ）西園寺義嗣 役[25]

### 舞台
- DREAM BOYS（2006年1月3日 - 29日、帝国劇場）[26]
- One! -the history of Tackey- （2006年9月5日 - 9月28日、日生劇場）[27]
- DREAM BOYS（2007年9月5日 - 30日、帝国劇場） - ユウキ 役（森本慎太郎・京本大我とトリプルキャスト）[28]

### イベント
- プロ野球千葉ロッテ・オリックス戦 始球式（2009年9月26日）[23]